# Светски дан вегетаријанаца
Светски дан вегетаријанаца обележава се сваке године широм планете 1. октобра. То је дан који је установило Северноамеричко вегетаријанско друштво 1977. године и које је одобрила Међународна вегетаријанска унија 1978. године, „Да промовишемо радост, саосећање и могућности вегетаријанства које побољшавају живот“. Подиже свест о етичким, еколошким, здравственим и хуманитарним предностима вегетаријанског начина живота. Светски дан вегетаријанаца иницира месец октобар као Месец свести о вегетаријанству, који се завршава 1. новембром, Светским даном вегана, као завршетком тог месеца прославе. Месец свести о вегетаријанству је на различите начине познат као месец „Поштовања према животу“, „Месец вегетаријанске хране“ и још много тога.

## Додатни дани
Неколико додатних дана вегетаријанског значаја укључено је у месец вегетаријанске свести:
- Месец септембар - Национални месец воћа и поврћа
- 24. или 27. септембар – „Дан загрљаја вегана/вегетаријанаца“[7][8]
- 29. септембар – Светски дан срца[9]
- 1. октобар – Светски дан вегетаријанаца[10][11][12][13]
- 2. октобар – Светски дан фармских животиња[14], рођендан Махатме Гандија[15]
- 4. октобар – Празник светог Фрање Асишког[16] и Светски дан животиња
- 4. октобар – Дан загрљаја људи који не једу месо[17][18]
- 1–7. октобар – Међународна недеља вегетаријанаца – у неколико нација широм планете (али посебно у Европи) организују се многи јавни образовни и прослављени догађаји како би се промовисао вегетаријански начин живота.[19]
- Светска недеља молитве за животиње[20] и Светски дан животиња (увек укључује празник Св. Фрање Асишког).
- 1. новембар – Међународни дан вегана, познат и као Светски дан вегана – вегански празник који се слави од 1994. у знак сећања на стварање Веганског друштва[21]
- Месец новембар - Месец свести о веганском начину исхране или Светски месец вегана.[22][23][24]

## Додатни глобални дани вегетаријанаца
- 20. март – Great American Meatout, такође познат као Покрет за права животиња на фармама.[25][26]
- Светски дан без меса (13. јун 2016.) спонзорише окупљање организација истомишљеница које желе да шире поруку да потрошња меса може утицати на одрживост и здравље.[27]
- Последњи петак у септембру – Међународни дан „Загрли вегетаријанце“[28] Неки су можда покушали да „регулишу“ плутајући датум за „Дан загрли вегана/вегетаријанца“ као 24. или 27. септембар, а не као последњи петак у септембру, како је поставила PETA2 2014. или раније.[7][8]
- 25. новембар – Међународни дан вегетаријанаца познат и као дан без меса – рођендан Садхуа Т.Л. Васванија (углавном се слави у Индији и широм азијско-пацифичких земаља, али познат у западним земљама међу многим вегетаријанцима индијског и југоисточног азијског порекла).[29][30][31]

## Међународни дани вегетаријанаца
- Понедељак без меса – међународна кампања која подстиче људе да искључе (не једу) месо понедељком како би побољшали своје здравље и здравље планете. Смањење потрошње меса за 15% (еквивалент једном дану у недељи) смањује ризик од хроничних болести које се могу спречити и има снажан позитиван утицај на животну средину (снажно смањује еколошке штете од активности које се односе на производњу и транспорт или дистрибуцију меса). Понедељак без меса нуди недељне рецепте без меса, чланке, савете и вести.[32][33] Програм прати смернице за исхрану које је развило Министарство за пољопривреду  САД.[34]

Понедељак без меса део је иницијативе Здрав понедељак. Здрав понедељак подстиче Американце да доносе здравије одлуке на почетку сваке недеље.

## Графика
Користе се различити графички и уметнички прикази; не постоји ниједан лого који би представљао Светски дан вегетаријанаца. Неки од других датума у оквиру Месеца свести о вегетаријанству имају своје логотипе или низ логотипа, ако су делимично или у потпуности спонзорисани.

## Вегетаријански дани кинеског друштва
Постоји уобичајена пракса да неки Кинези буду вегетаријанци два пута месечно - 1. и 15. дана сваког лунарног месеца. (初一)﹑(十五). 15. дан сваког лунарног месеца је дан/ноћ са пуним месецом. Локални вегетаријански ресторани су посебно заузети у та 2 дана.

## Фестивал девет царевих богова
Фестивал девет царева богова, познат и као Вегетаријански фестивал, је деветодневна таоистичка прослава која почиње уочи деветог лунарног месеца по кинеском календару, а слави се првенствено у земљама југоисточне Азије као што су Малезија, Сингапур, Индонезија и Тајланд од стране Перанаканаца (не цела прекоморска кинеска заједница). Девети лунарни месец се дешава око Светског дана вегетаријанаца.